# Nnanna Egwu
Nnanna Egwu (22 ottobre 1992) è un ex cestista nigeriano naturalizzato statunitense.